# Impact (cœurs brisés)
Pour les articles homonymes, voir Impact (homonymie).
Impact est une série télévisée sénégalaise produite par Marodi TV. 
Elle comporte deux saisons qui comptent au total 64 épisodes,,,,,,,,.